# 三畳紀
| 累代        | 代     | 紀       | 世           | 期                     | 基底年代 Mya |
| ----------- | ------ | -------- | ------------ | ---------------------- | ------------ |
| 顕生代      | 新生代 | 新生代   | 新生代       |                        | 66           |
| 顕生代      | 中生代 | 白亜紀   | 後期白亜紀   | マーストリヒチアン     | 72.1         |
| 顕生代      | 中生代 | 白亜紀   | 後期白亜紀   | カンパニアン           | 83.6         |
| 顕生代      | 中生代 | 白亜紀   | 後期白亜紀   | サントニアン           | 86.3         |
| 顕生代      | 中生代 | 白亜紀   | 後期白亜紀   | コニアシアン           | 89.8         |
| 顕生代      | 中生代 | 白亜紀   | 後期白亜紀   | チューロニアン         | 93.9         |
| 顕生代      | 中生代 | 白亜紀   | 後期白亜紀   | セノマニアン           | 100.5        |
| 顕生代      | 中生代 | 白亜紀   | 前期白亜紀   | アルビアン             | 113          |
| 顕生代      | 中生代 | 白亜紀   | 前期白亜紀   | アプチアン             | 125          |
| 顕生代      | 中生代 | 白亜紀   | 前期白亜紀   | バレミアン             | 129.4        |
| 顕生代      | 中生代 | 白亜紀   | 前期白亜紀   | オーテリビアン         | 132.9        |
| 顕生代      | 中生代 | 白亜紀   | 前期白亜紀   | バランギニアン         | 139.8        |
| 顕生代      | 中生代 | 白亜紀   | 前期白亜紀   | ベリアシアン           | 145          |
| 顕生代      | 中生代 | ジュラ紀 | 後期ジュラ紀 | チトニアン             | 152.1        |
| 顕生代      | 中生代 | ジュラ紀 | 後期ジュラ紀 | キンメリッジアン       | 157.3        |
| 顕生代      | 中生代 | ジュラ紀 | 後期ジュラ紀 | オックスフォーディアン | 163.5        |
| 顕生代      | 中生代 | ジュラ紀 | 中期ジュラ紀 | カロビアン             | 166.1        |
| 顕生代      | 中生代 | ジュラ紀 | 中期ジュラ紀 | バトニアン             | 168.3        |
| 顕生代      | 中生代 | ジュラ紀 | 中期ジュラ紀 | バッジョシアン         | 170.3        |
| 顕生代      | 中生代 | ジュラ紀 | 中期ジュラ紀 | アーレニアン           | 174.1        |
| 顕生代      | 中生代 | ジュラ紀 | 前期ジュラ紀 | トアルシアン           | 182.7        |
| 顕生代      | 中生代 | ジュラ紀 | 前期ジュラ紀 | プリンスバッキアン     | 190.8        |
| 顕生代      | 中生代 | ジュラ紀 | 前期ジュラ紀 | シネムーリアン         | 199.3        |
| 顕生代      | 中生代 | ジュラ紀 | 前期ジュラ紀 | ヘッタンギアン         | 201.3        |
| 顕生代      | 中生代 | 三畳紀   | 後期三畳紀   | レーティアン           | 208.5        |
| 顕生代      | 中生代 | 三畳紀   | 後期三畳紀   | ノーリアン             | 227          |
| 顕生代      | 中生代 | 三畳紀   | 後期三畳紀   | カーニアン             | 237          |
| 顕生代      | 中生代 | 三畳紀   | 中期三畳紀   | ラディニアン           | 242          |
| 顕生代      | 中生代 | 三畳紀   | 中期三畳紀   | アニシアン             | 247.2        |
| 顕生代      | 中生代 | 三畳紀   | 前期三畳紀   | オレネキアン           | 251.2        |
| 顕生代      | 中生代 | 三畳紀   | 前期三畳紀   | インドゥアン           | 251.902      |
| 顕生代      | 古生代 | 古生代   | 古生代       |                        | 541          |
| 原生代      | 原生代 | 原生代   | 原生代       |                        | 2500         |
| 太古代      | 太古代 | 太古代   | 太古代       |                        | 4000         |
| 冥王代      | 冥王代 | 冥王代   | 冥王代       |                        | 4600         |
| 1. 2. 3. 4. |        |          |              |                        |              |

三畳紀（さんじょうき、英：Triassic period）は、約2億5190万年前から約2億130万年前までにあたる中生代最初の地質時代の一つ。後期、中期、前期の3つの世に区分される。トリアス紀（トリアスき）とも呼ばれる。
開始および終了の時期は、研究者やその学説によって、いずれも互いに1000万年前後の年代差がみられる。

## 名称と時期区分

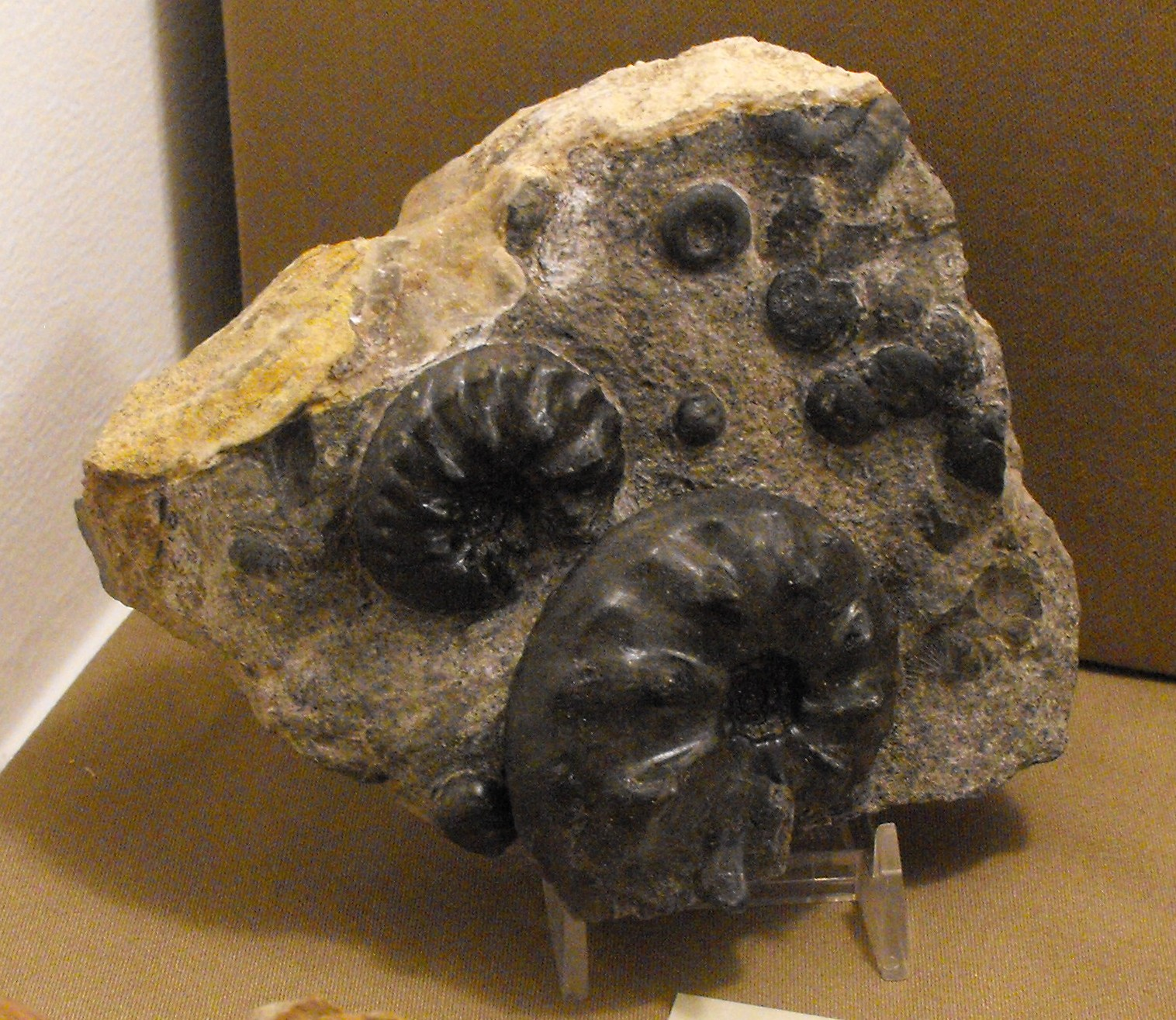
三畳紀のアンモナイト（アメリカ合衆国ネバダ州産出）

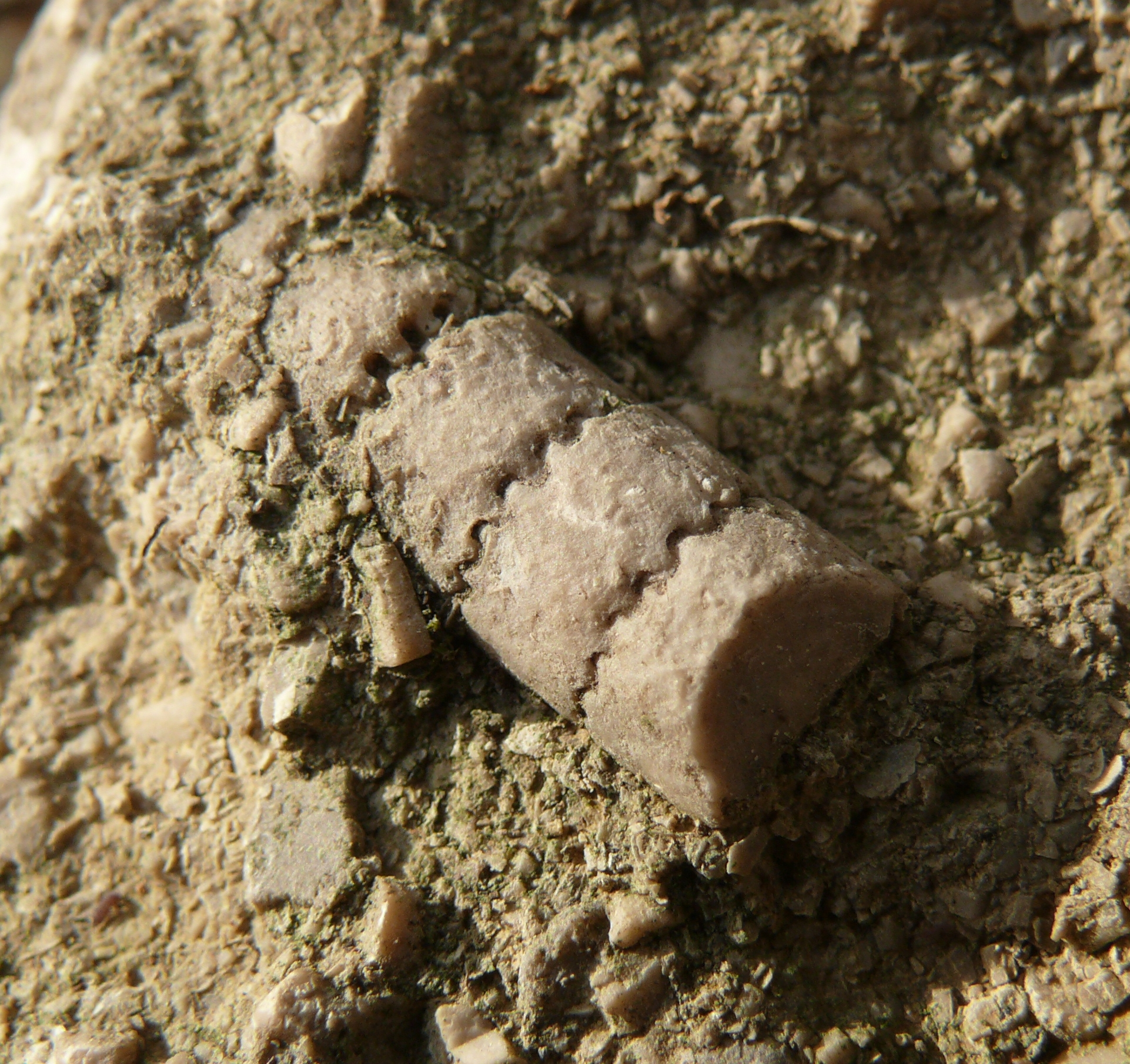
エンクリヌス・リリイフォルミス（ドイツ／ムッシェルカルク層産出）

名称は、南ドイツで発見されたこの紀の地層において、二畳紀（ペルム紀）の上層に、上位より、
- コイパー砂岩（Keuper（英語版）、上畳統）：赤色の砂岩
- ムッシェルカルク（Muschelkalk（英語版）、殻灰統）：白色の石灰岩
- ブンテル砂岩（Bunter（英語版）またはBuntsandstein（英語版）、斑砂統）：茶色の砂岩

と堆積条件の異なる3層が重畳していたことに由来する。
ドイツの地質学者フリードリヒ・フォン・アルベルティ（英語版）が1834年に命名した。
ヨーロッパにおいて、ブンテルは浅い凹地に堆積した色鮮やかな堆積物を含有する系列、ムッシェルカルクは貝類化石をともなう石灰岩系列で、コイパーは、厳しい乾燥を示す岩塩と石膏の層をともなう大陸の堆積物の系列として知られてきたが、今日では第4の系列としてレエティクが含まれ、三畳紀最新の地層に位置づけられている。
しかし、実際にはドイツ周辺の海成層は三畳紀中期に属する年代のものに限られるため、三畳紀全体を通しての編年にはアルプス山脈、ヒマラヤ山脈、および北アメリカ大陸北部における海生動物の化石に富む地層も併用され、これらを標準として国際的な時期区分が設定されている。

## 自然環境
古生代末、ほとんど全ての大陸が合体し、三畳紀には北極から南極に至るパンゲア大陸と呼ばれる超大陸が形成された。また、山地をくずして内陸部に広大な平野をつくる陸地の平原化現象がおおいに進行した。内陸部の平野には乾燥気候の影響で砂漠化の進行がいちじるしく、赤色の砂が堆積していった。砂漠のところどころにはオアシスが点在した。
パンゲア大陸の周囲には、パンサラッサと称されるひとつながりの巨大な海洋と、大陸の東側にはテチス海と呼ばれる湾状の海が広がり、一部は珊瑚礁となっていた。
古生代終期に寒冷化した気候も、三畳紀を通じて気温は徐々に上昇していったものと推定される。ペルム紀に30パーセントほどあった酸素濃度も10パーセント程度まで低下し、ジュラ紀頃までの約1億年間、低酸素状態が続いた。
三畳紀は、広大な大テチス地向斜の発展がみられた時期と考えられている。この地向斜から、2億もの年月を経たのち、アルプス・ヒマラヤ造山帯など新期造山帯と称される若い山脈が形成されていくものとみられている。

## 生物

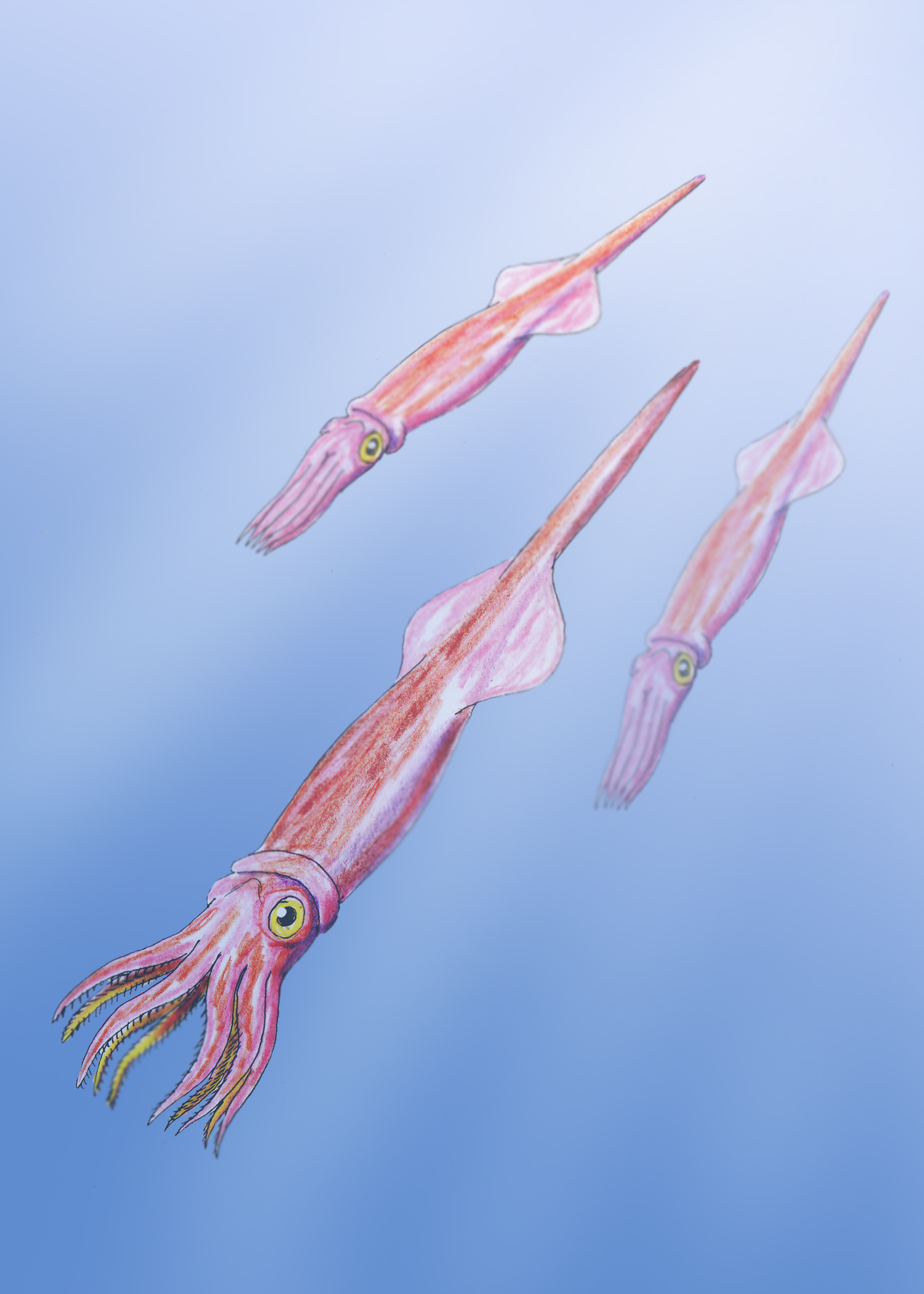
ベレムナイト（推定図）

ペルム紀末の大量絶滅の後、空席になったニッチ（生態的地位）を埋めるように、海生生物では、古生代型の海生動物にかわって、新しい分類群がつぎつぎに出現した。六放サンゴやさまざまな翼形（よくけい）二枚貝などが発展するようになり、アンモナイトは、中生代まで生き残った数種をもとにセラタイト型が爆発的に増えた。また、類縁するベレムナイトが著しく多数にわたって現れた。棘皮動物のうちウニ類は古生代においてはまだ十分な発達をとげなかったが、中生代には急激に進化しはじめ、多くの種を生じた。このような新しい種の出現によって、三畳紀後期にはいったん損なわれた生物多様性を再び回復した。
三畳紀の海成層の示準化石として重要なものとしては、セラタイト型アンモナイト、翼形二枚貝（ダオネラ、ハロビア、モノティス等）のほか、原生動物の放散虫、貝蝦（エステリア）、ウミユリ（棘皮動物）の一種エンクリヌス・リリイフォルミスがあり、歯状の微化石コノドントは生物学上の位置づけが未解決の部分もあるが、層位学的にはきわめて重要である。なお、ダオネラは、現在のホタテガイに近縁する絶滅種であり、ダオネラ頁岩は堆積学的見地からも重視される。

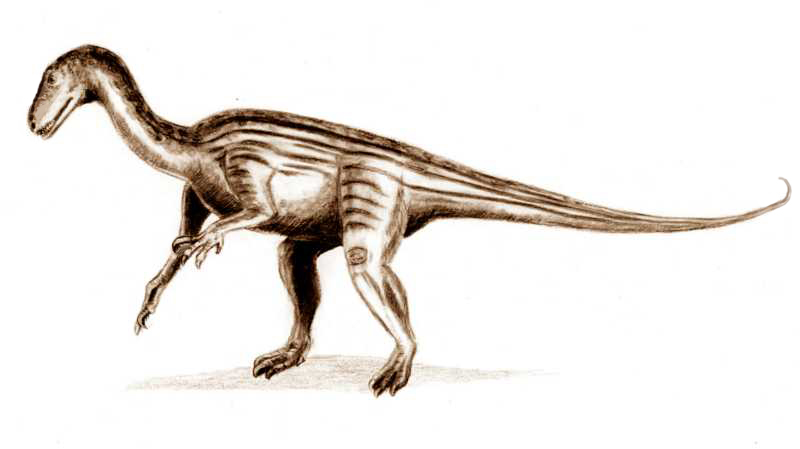
三畳紀後期に生息していた原竜脚類、テコドントサウルス

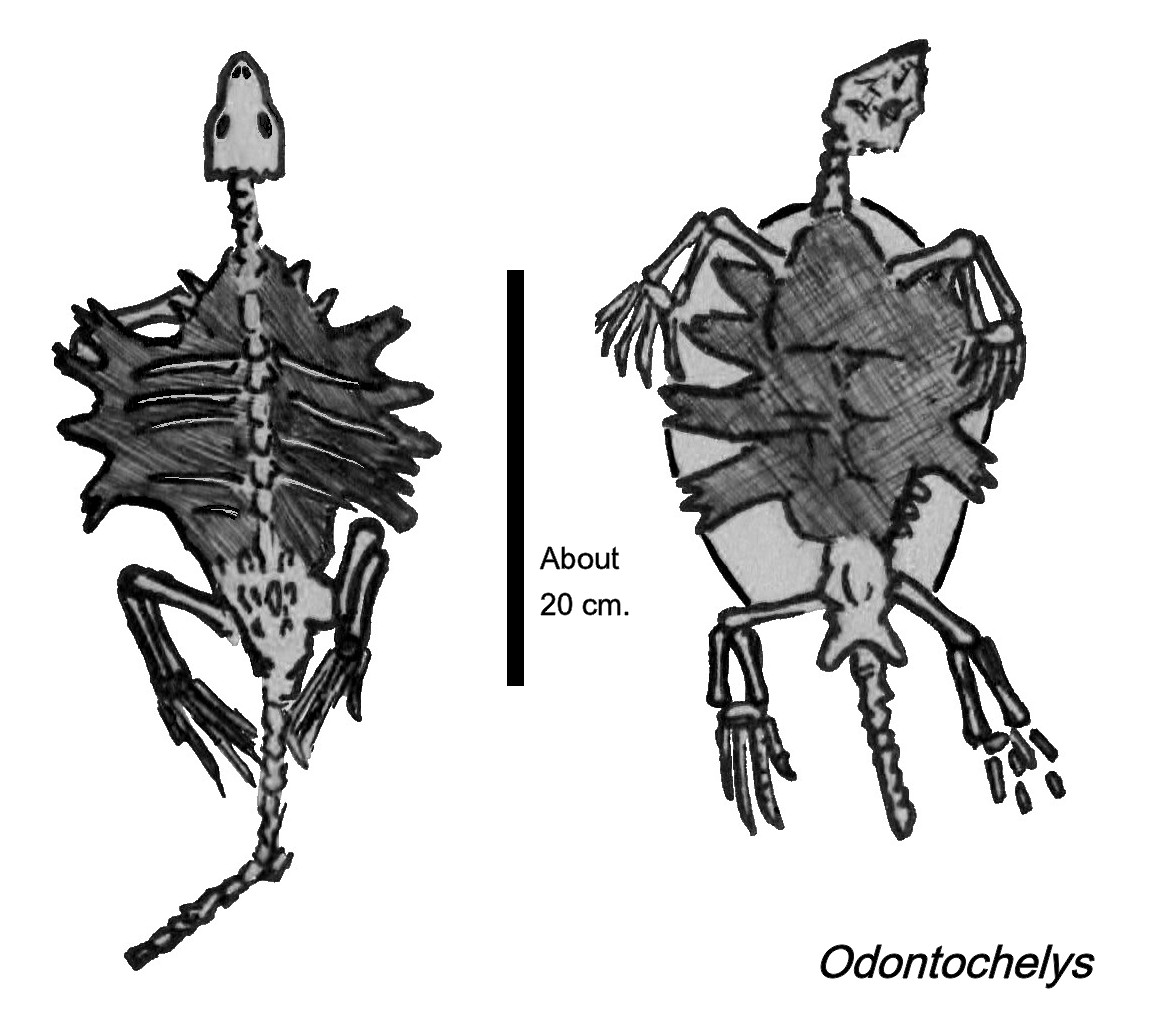
最古のカメ、オドントケリスの化石実測図

これに対し陸上の動植物はペルム紀中に大変革を終えており、P-T境界においては海生生物におけるほどの劇的な変化をともなっていない。ペルム紀においてすでに主竜類などをはじめとする爬虫類が水中のみならず陸上生活に適したものが増加し、三畳紀には体躯の大きなものも出現して繁栄した。主竜類の中から三畳紀中期にはエオラプトルやヘレラサウルスなどの恐竜や翼竜、ワニが出現、また主竜類に近い系統からカメ類が現れた。爬虫類はまた、肺呼吸を完全にし、種類によっては皮膚をウロコや硬い甲羅でおおうことによって乾燥した陸地への生活に適応していった。
この時代の恐竜（初期恐竜）は、陸生脊椎動物のなかにあって特に大型であったわけではなく、初期恐竜と併存していた恐竜以外の爬虫類のなかに、それよりもはるかに大きく、個体数の多い種もあったと推定される。中でもこの時代にワニ類を輩出したクルロタルシ類は繁栄の絶頂にあり、陸上生態系において支配的地位を占めていた。三畳紀の恐竜化石は特に南アメリカ大陸で多数検出されており、北米・アフリカ・ヨーロッパなどでも確認されている。湿地帯などにのこされた爬虫類の足跡化石が多く発見されるようになるのも三畳紀に入ってからであり、これにより、肉食種が植物食種を捕食するシステムが成立していたことが推測される。カメは、現存種には歯のある種はないものの、オドントケリスやプロガノケリスなど初期のカメには顎に歯があったことが確認されている。また、四肢は現在のゾウガメに類似しており、陸上生活者であると考えられている。三畳紀のワニ類もまた陸上生活者であり、全長は1メートルにおよばなかった。
非哺乳類の単弓類が最後に繁栄したのも三畳紀だった。初頭には大型ディキノドン類リストロサウルスや最後の大型テロケファルス類モスコリヌスに加え、小型のトリナクソドンのようなキノドン類が多種多様な爬虫類と共存した。前期にはカンネメイエリアやキノグナトゥスがさらなる大型化と多様化を達成し、中期〜後期にかけても大型種では植物食のプラケリアス、雑食のエクサエレトドンやディアデモドン、肉食のトルシキノドンが変わらぬ繁栄を見せ、小型種ではトラベルソドン類やイクチドサウルス類が生態系の隙間を埋めた。
こうした三畳紀特有の生物相は、南米ロス・コロラドス層を見るに、三畳紀中盤から末期にかけて概ね維持されていた。ただし竜脚形類や新獣脚類の台頭など、留意すべき点もある。
なお最初の哺乳類が現れたのも三畳紀であった。哺乳類は、中生代を通じて小型であり、大きくてもネコか小型犬ほどの大きさであり多くの種はドブネズミかハツカネズミの大きさほどしかなかった。
これらの内、一部の系統では歩行/走行と呼吸を並行して行うことが出来るようになっていた。これにより、後代の生物には真の恒温性を獲得することになる。
三畳紀には、従前は陸上でしかみられなかった爬虫類であったが、三畳紀に入ってその一部が海に進出した。イクチオサウルスなどの魚竜や、泳ぐのに特化したひれ状の足をもつプラコドンなどの鰭竜類（Sauropterygia）、タラットサウルス類、板歯目などがそれである。
魚類のうち、サメのなかまはペルム紀末の大量絶滅によって打撃を受け、その繁殖は限定的であったが、硬骨魚類は海中において顕著に繁殖した。両生類は、中期に体長5メートルを越すと推定されるマストドンサウルスがあり、これは史上最大級の両生類の一つと考えられている。両生類には、分椎目のアファネランマに代表されるトレマトサウルス類のように海水に適応した種さえあったが、三畳紀を通じてその多くは衰退していった。

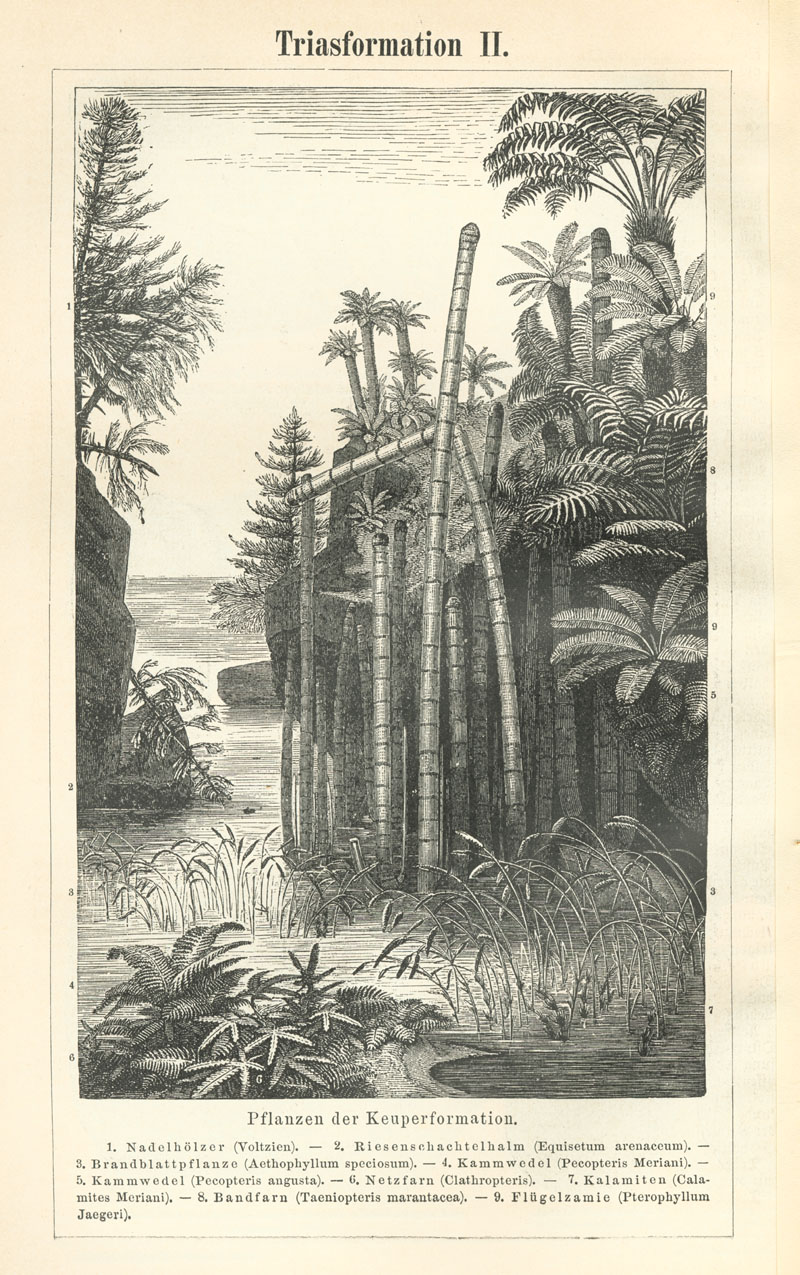
三畳紀の植生想像図

陸上の植物ではシダ植物や裸子植物が著しく分布域を広げ、ボルチアやアメリカ合衆国アリゾナ州におけるアラウカリオキシロンの珪化森林にみられるようにマツやスギの遠祖となる針葉樹が現れた。種子植物でありながら独立した精子をつくるイチョウ類やソテツ類、ベネティティス類も多かった。湿地帯には、現在のシダ植物のヒカゲノカズラ科の類縁種である古代リンボクが豊富にのこり、シダやトクサも密に分布した。また、古生代後期からひきつづき、ゴンドワナ植物群とアンガラ植物群とが植生を競いあっていた。

## 終わり
三畳紀の終わりに、再びやや小規模な大量絶滅があった。海洋ではアンモナイトの多くの種が姿を消し、魚竜などの海洋棲爬虫類も打撃を受けた。陸上ではキノドン類、ディキノドン類の大半の種といった大量の単弓類（哺乳類型爬虫類）が絶滅した。三畳紀の終末を生き延びた恐竜など陸生脊椎動物は、繁殖様式（卵など）や生活様式から乾燥にとくに強いタイプのものと考えられる。また、爬虫類も単弓類同様に大型動物を中心に多くの種が絶滅した。まだ比較的小型だった恐竜は、三畳紀末期には竜脚類のような大型種も出現し、そののち急速に発展していく。絶滅の原因としては、直径3.3 - 7.8km程度の隕石の落下あるいは、中央大西洋マグマ分布域（Central Atlantic Magmatic Province）における火山活動との関連が指摘されている

。こうした環境の変化を経る中で、獣弓類は生態系の脇役へと姿を変え、かつて覇権を誇ったクルロタルシ類は姿を消していった。そして敏捷で呼吸効率の良い恐竜が生態系の主役を担うようになる。なお恐竜の先駆けとして登場したシレサウルス類もまた、子孫筋にニッチを明け渡していた。

## 地層
三畳紀の地層を三畳系という。
三畳紀には大規模な海進はなかったとみられており、そのため、安定陸塊においては陸成層や台地玄武岩が卓越し、海成層の分布はほとんどみられない。一方、テチス海域だった地域および大洋周囲の変動帯ないし準安定地域だった地域には、しばしば珊瑚礁由来の石灰岩や層状チャートをふくんだ三畳系海成層もみられる。

## 日本において
日本の三畳系は、ふるくは分布範囲はきわめて狭小であるとみなされてきたが、一時期古生代に属すと考えられてきた外帯（太平洋側）のチャート層や石炭岩からコノドント化石が見つかり、これによって三畳紀の地史が大きく解明された。すなわち、従来古生代後期の地層とされてきた海洋性の石灰岩やチャート、また、海底火山岩のうちのかなりの部分が三畳紀に形成された地層であるとみなされるようになった。一方、内帯（日本海側）および外帯一部には、三畳紀にすでに付加された古生代の地層と三畳紀前後に形成された花崗岩および広域変成岩が分布して、これらを基盤として三畳紀後期における陸棚性・瀕海性の厚い堆積物が比較的小範囲に点在する。その多くは炭層をふくみ、産出化石はシベリア方面の種との共通性を示している。

### 皿貝動物群
北上山地南部の太平洋沿岸にある宮城県南三陸町皿海集落には三畳系後期ノリアン階の貝化石産地があり、集落名を採って「皿貝動物群」あるいは「皿貝化石群」と称される。ここでは、モノティスと称される翼形二枚貝の検出が特徴的である。